# Pongrac
Pongrac (Duits: Sankt Pankratz) is een plaats in Slovenië en maakt deel uit van de gemeente Žalec in de NUTS-3-regio Savinjska. De plaats telde 857 inwoners op 1 januari 2020.